# مكسيم دانييل
مكسيم دانييل (بالفرنسية: Maxime Daniel)‏ (و. 1991  م) هو راكب دراجة هوائية، من فرنسا، ولد في رين، يلعب كعداء دراجات ‏.

## روابط خارجية
- مكسيم دانييل على موقع الاتحاد الدولي للدراجات (الإنجليزية)
- مكسيم دانييل على موقع أرشيف الدراجات (الإنجليزية)
- مكسيم دانييل على موقع إحصائيات الدراجات الإحترافية (الإنجليزية)
- مكسيم دانييل على موقع نسبة الدراجات (الإنجليزية)
- مكسيم دانييل على موقع CycleBase (الإنجليزية)